# Władimir Połkownikow
Władimir Iwanowicz Połkownikow (ros. Влади́мир Ива́нович Полко́вников; ur. 28 maja?/10 czerwca 1906 w Moskwie, zm. 21 sierpnia 1982) – radziecki reżyser filmów animowanych. Zasłużony Działacz Sztuk RFSRR (1969).

## Życiorys
Ukończył Moskiewską Szkołę Artystyczną im. "Pamięci roku 1905". Pracował jako animator w studiach Sojuzkinochronika, Sojuzkino, Sojuztechfilm, a Od 1936 roku jako reżyser w studiu Sojuzmultfilm.
Do 1954 roku tworzył filmy animowane razem z Leonidem Amarlikiem: Żurnał politsatiry № 1 (1938), Limpopo (1939), Barmalej (1941),  Szara szyjka (1948), Kukułka i szpak (1949), Na wysokiej górze (1951), Magiczne zabawki (1953).
Od 1954 roku współpracował z Aleksandrą Snieżko-Błocką. Wyreżyserowali Opowieść o polnych kurkach – ekranizację bajki Witalija Bianki, a w 1955 roku jeden z najlepszych graficznych filmów animowanych w historii animacji  – Cudowną podróż według powieści o tej samej nazwie Selmy Lagerlöf.
Od 1956 roku pracował samodzielnie. Zrealizował według bajek Władimira Sutiejewa następujące filmy: Gribok-tieriemok (1958), Kot-rybołow (1964), Chwosty (1966), Hej-hop! Hej-hop! (1967). Bohaterowie jego kreskówek to głównie zwierzęta obdarzone barwnymi charakterami ludzkimi.
Wśród innych dzieł Władimira Połkownikowa można wymienić Bajkę o przebiegłym szakalu i dobrym wielbłądzie (1956), Skoro budiet dożd' (1959), Korolewskije zajcy (1960), Murawjiszka-chwastuniszka (1961), Nargis (1965),  Kuda letisz, Witar? (1972), Kak kozlik ziemlu dierżał (1974).
Źródło:

## Nagrody
Filmy Władimira Połkownikowa nagrodzone na Międzynarodowych Festiwalach Filmowych
Szara szyjka
- 1949: Festiwal w Mariańskich Łaźniach (Czechosłowacja) – Nagroda dla najlepszego filmu animowanego;
- 1949: Międzynarodowy Festiwal Filmowy w Gottwaldov (Czechosłowacja) – dyplom;
- 1952: Międzynarodowy Festiwal Dokumentalnych, Krótkometrażowych i Animowanych Filmów w Bombaju (Indie) – Nagroda "Marmurowa Waza".

Kukułka i szpak
- 1950: V Międzynarodowy Festiwal Filmowy w Karlowych Warach – dyplom honorowy

Magiczne zabawki
- 1953: Międzynarodowy Festiwal Filmów dla dzieci i młodzieży w Wenecji – dyplom

Skoro budiet dożd'
- 1959: XXI Międzynarodowy Festiwal Dokumentalnych, Krótkometrażowych i Animowanych Filmów w Wenecji – Nagroda Brązowa statuetka Św. Teodora w kategorii filmów dla dzieci;
- 1960: Wszechzwiązkowy Festiwal Filmowy w Mińsku, 1960 - Druga nagroda w kategorii filmów animowanych;
- 1960: III Międzynarodowy Festiwal filmów o sztuce w Bergamo (Włochy) – dyplom.

## Filmografia
- 1933 — Kino-krokodił № 7 (Кино-крокодил № 7)
- 1938 — Żurnał politsatiry № 1 (Журнал политсатиры № 1)
- 1939 — Limpopo (Лимпопо)
- 1939 — Zwycięskie przeznaczenie (Победный маршрут)
- 1941 — Barmalej (Бармалей)
- 1946 — Pawlinij chwost (Павлиний хвост)
- 1948 — Szara szyjka (Серая шейка)
- 1949 — Kukułka i szpak (Кукушка и скворец)
- 1950 — Kriepysz (Крепыш)
- 1951 — Na wysokiej górze (Высокая горка)
- 1953 — Magiczne zabawki (Волшебный магазин)
- 1954 — Opowieść o polnych kurkach (Оранжевое горлышко)
- 1955 — Cudowna podróż (Заколдованный мальчик)
- 1956 — Bajka o przebiegłym szakalu i dobrym wielbłądzie (Шакалёнок и верблюд)
- 1958 — Gribok-tieriemok (Грибок-теремок)
- 1959 — Skoro budiet dożd' (Скоро будет дождь)
- 1960 — Korolewskije zajcy (Королевские зайцы)
- 1961 — Murawjiszka-chwastuniszka (Муравьишка-хвастунишка)
- 1962 — Zielenyj zmij (Зеленый змий)
- 1963 — Tarakaniszcze (Тараканище)
- 1964 — Kot wędkarz (Кот-рыболов)
- 1965 — Nargis (Наргис)
- 1966 — Chwosty (Хвосты)
- 1967 — Hej-hop! Hej-hop! (Раз-два, дружно!)
- 1968 — Pingwiny (Пингвины)
- 1969 — My iszczem klaksu (Мы ищем кляксу)
- 1970 — Byl-niebylica (Быль-небылица)
- 1972 — Kuda letisz, Witar? (Куда летишь, Витар?)
- 1973 — Czudo biez czudies (Чудо без чудес)
- 1974 — Kak kozlik ziemlu dierżał (Как козлик землю держал)